# Cella Dati
For other uses of the word Dati, see the disambiguation page.
Cella Dati là một đô thị ở tỉnh Cremona, vùng Lombardia của Italia, có vị trí cách khoảng 90 km về phía đông nam của Milan và khoảng 15 km về phía đông của Cremona. Tại thời điểm ngày 31 tháng 12 năm 2004, đô thị này có dân số 609 người và diện tích là 19,1 km².
Cella Dati giáp các đô thị: Cingia de' Botti, Derovere, Motta Baluffi, Pieve San Giacomo, San Daniele Po, Sospiro.